# تصوير شاشة

تصوير الشاشة تتم عن طريق نقر لوحة التحكم بالإنجليزية "Print Screen"

تصوير الشاشة (بالإنجليزية: Print screen)‏، هي خيار لتصوير الشاشة التي تعمل نظام مايكروسوفت ويندوز بمختلف الإصدارات، وتنقر تصوير الشاشة عن طريق المسمى برنت سكرين "Print Screen" بمختلف الاختصارات مثل Prnt Scrn و Prt Scn و Prt Sc وغيرها.

## الاستخدام الأصلي
في أنظمة التشغيل القائمة على سطر الأوامر، مثل نظام إم إس-دوس، يُؤدي هذا المفتاح إلى نسخ محتويات ذاكرة التخزين المؤقت لشاشة وضع النص الحالية إلى منفذ الطابعة القياسي، عادةً LPT1. باختصار، ستتم طباعة كل ما هو موجود على الشاشة عند الضغط على هذا المفتاح. يؤدي الضغط على مفتاح Ctrl مع مفتاح Prt Sc إلى تشغيل وإيقاف ميزة "صدى الطابعة". عند تفعيل الصدى، سيتم نسخ أي نص تقليدي يُعرض على الشاشة ("صدى") إلى الطابعة. يوجد أيضًا رمز Unicode لشاشة الطباعة، وهو U+2399 ⎙ PRINT SCREEN SYMBOL.

## الاستخدام الحديث
تميل أنظمة التشغيل الحديثة، التي تستخدم واجهة رسومية، إلى حفظ صورة نقطية للشاشة الحالية، أو لقطة شاشة، في الحافظة أو مساحة تخزين مماثلة. تتيح بعض واجهات الأوامر تعديل السلوك الدقيق باستخدام مفاتيح التعديل مثل مفتاح التحكم.